# Alfred Gross (Musiker)
Alfred Gross (* 1949) ist ein deutscher Cembalist, Clavichordist und Fortepianist.

## Biografie

### Ausbildung
Alfred Gross studierte nach seiner Schulzeit mit Abitur im Jahr 1967 in den späten 1960er und frühen 1970er Jahren an der Musikhochschule des Saarlandes, der Universität des Saarlandes und später an der Universität Tübingen Schulmusik, Kirchenmusik (Orgel bei André Luy, Cathédrale de Lausanne) und Musikwissenschaft (Werner Braun, Ludwig Finscher, Georg von Dadelsen und Ulrich Siegele). Nach dem A-Examen wandte er sich den historischen Tasteninstrumenten zu und studierte Cembalo bei Henk Boumann (Musica Antiqua Köln), Don Franklin (Pittsburgh) und Gustav Leonhardt (Amsterdam).

### Konzerttätigkeit
Konzerte führten ihn in zahlreiche europäische Länder und in die USA. Er konzertierte in bedeutenden Sammlungen historischer Tasteninstrumente wie dem Musikinstrumentenmuseum Berlin, dem Landesmuseum Stuttgart, dem Museum für Kunst und Gewerbe Hamburg, der Russell-Collection Edinburgh, dem Grassi-Museum Leipzig und in der Villa Bertramka in Prag.
Als Kammermusiker arbeitete er mit Instrumentalisten wie Manfredo Zimmermann (Flauto traverso), Chiara Banchini (Barockvioline) und Lorenz Duftschmid (Viola da gamba) zusammen.  Für die Süddeutsche Kammeroper Ulm leitete er zahlreiche Produktionen barocker Werke.
Er gründete 1983 die Konzertreihe „Konzerte in der Klosterkirche Pfullingen“ und leitete sie bis 2007. Im Jahr 1992 rief er auf Wunsch der Stadt Reutlingen die noch existierende Reihe „Musica Antiqua Reutlingen“ ins Leben und leitete sie bis 2008.
Den Winter 2015 verbrachte er an der Stanford University in Kalifornien, wo er im Music Department die Gelegenheit hatte, sich ausgiebig mit der Spieltechnik eines Bartolomeo-Cristofori-Fortepianos zu beschäftigen.
Im Froberger-Jahr 2016 war Alfred Gross Gast bei verschiedenen Konzertreihen und trat mit Vorträgen zu Frobergers Klangsymbolik in Erscheinung.

### Aufnahmetätigkeit
Erste Aufnahmetätigkeit entfaltete Alfred Gross bei dem audiophilen Label Edition Open Window mit der LP Stationen deutscher Cembalomusik. Die 1986 gemeinsam mit Chiara Banchini (Violine) und Gerhart Darmstadt  1986 aufgenommene LP „Italienische Violinmusik“ wurde mit dem Preis der Deutschen Schallplattenkritik ausgezeichnet. 1987 produzierte Das Ohr, Zeitschrift für High-Fideles Hören mit ihm eine LP mit Bachs Fantasien für Cembalo auf dem historischen Labrèche-Cembalo im Württembergischen Landesmuseum Stuttgart. Für das Label Koch International spielte er mit dem Rundfunkorchester des Südwestfunks Händels Orgelkonzerte auf einem Claviorganum ein. Mit Amati-Records produzierte er die Reihe Du clavecin au fortepiano und nahm Carl Philipp Emanuel Bachs Sonaten, Fantasien und Rondos für Kenner und Liebhaber für das deutsche Label Beyer-Records auf. Aus den Jahren 2019, 2020 und 2021 datieren CD-Produktionen mit Tastenmusik aus der Hofkapelle Maximilians I. bei Organum Classics und Werke von Haydn und Beethoven auf einem Tafelklavier von Johann Erhard Schiedmayer, Erlangen um 1810 und einem  Flügel von Dieudonné und Schiedmayer, Stuttgart 1816 für das Label Naxos. Im Juni 2023 erschien unter dem Titel Virtuosissima Principessa  beim Label Organum Classics eine CD mit Cembalomusik für Herzogin Sibylla von Württemberg-Montbéliard (1620–1707). Sie war Gönnerin, Schülerin und Vertraute des Komponisten Johann Jacob Froberger.

### Lehrtätigkeit
Alfred Gross war Cembalolehrer an der Hochschule für Kirchenmusik in Esslingen, später Tübingen, an der Universität Tübingen (in gemeinsamen Projekten mit Ulrich Siegele) und der Hochschule für Musik in Stuttgart und unterrichtete Musik am Friedrich-Schiller-Gymnasium Pfullingen.

### Musikwissenschaftliche Tätigkeit
Im Lexikon der Renaissancemusik schrieb Alfred Gross die einschlägigen Artikel über die besaiteten Tasteninstrumente und veröffentlichte zudem Aufsätze über Tempofragen und zuletzt einen Artikel mit dem Thema C.P.E. Bach und das Clavichord. Für die Musikzeitschrift Die Tonkunst rezensiert er regelmäßig Bücher und Noten aus dem Bereich der Alten Musik.
Sein grundlegender Aufsatz mit dem Titel „In 26 Noten-Fällen ziemlich deutlich vor Augen und Ohren geleget“ -  Symbolik, Abbildung und Nachahmung in Frobergers Cembalomusik erschien 2020 im Jahrbuch der Gesellschaft für Musikgeschichte Baden-Württemberg.

### Sport
Alfred Gross ist ein ambitionierter Amateursportler. Er startet für die LAV Stadtwerke Tübingen und errang als Langstreckenläufer in den Altersklassen M60, M65 und M70 zahlreiche Meistertitel. Unter anderem war er 2009 deutscher Meister im 100-Kilometer-Lauf in der Altersklasse M60 und ist derzeit deutscher Vizemeister M70 im Marathon. Unter den zahlreichen Altersklassensiegen ragen die ersten Plätze beim Köln Marathon 2010 und beim Kaiser Permanente Halbmarathon San Francisco 2015 heraus.

### Privates
Seit 1976 ist er mit der Musikwissenschaftlerin Nicole Schwindt (Hochschule für Musik Trossingen) verheiratet, er ist Vater einer Tochter.